# Alex Saum
Alex Saum (1985) és una poetessa i professora universitària establerta als Estats Units. Treballa com a professora associada de Literatura espanyola contemporània i Nous mitjans a la Universitat de Califòrnia a Berkeley, la seva recerca amplia la relació entre l’art, la literatura i les tecnologies digitals. És autora de #Postweb!: crear con la máquina y en la red (Iberoamericana, 2018) i de nombrosos articles sobre l’art digital en el món castellanoparlant publicats a The Journal of Spanish Cultural Studies, Comparative Literature Studies i The Arizona Journal of Hispanic Cultural Studies, entre altres mitjans. La seva poesia digital s'ha exposat en galeries i festivals d’art d’arreu del món, s'ha estudiat en monografies especialitzades i forma part de l’Electronic Literature Collection Vol. 4 (2022). És membre del Comitè Executiu del Centre de Nous Mitjans de Berkeley i de la junta directiva de l’Organització de Literatura Electrònica. Actualment està treballant en el llibre Earthy algorithms: A materialist approach to capital, climate and digital literature in the Hispanic world, que es publicarà l’any 2025.